# Prothorax

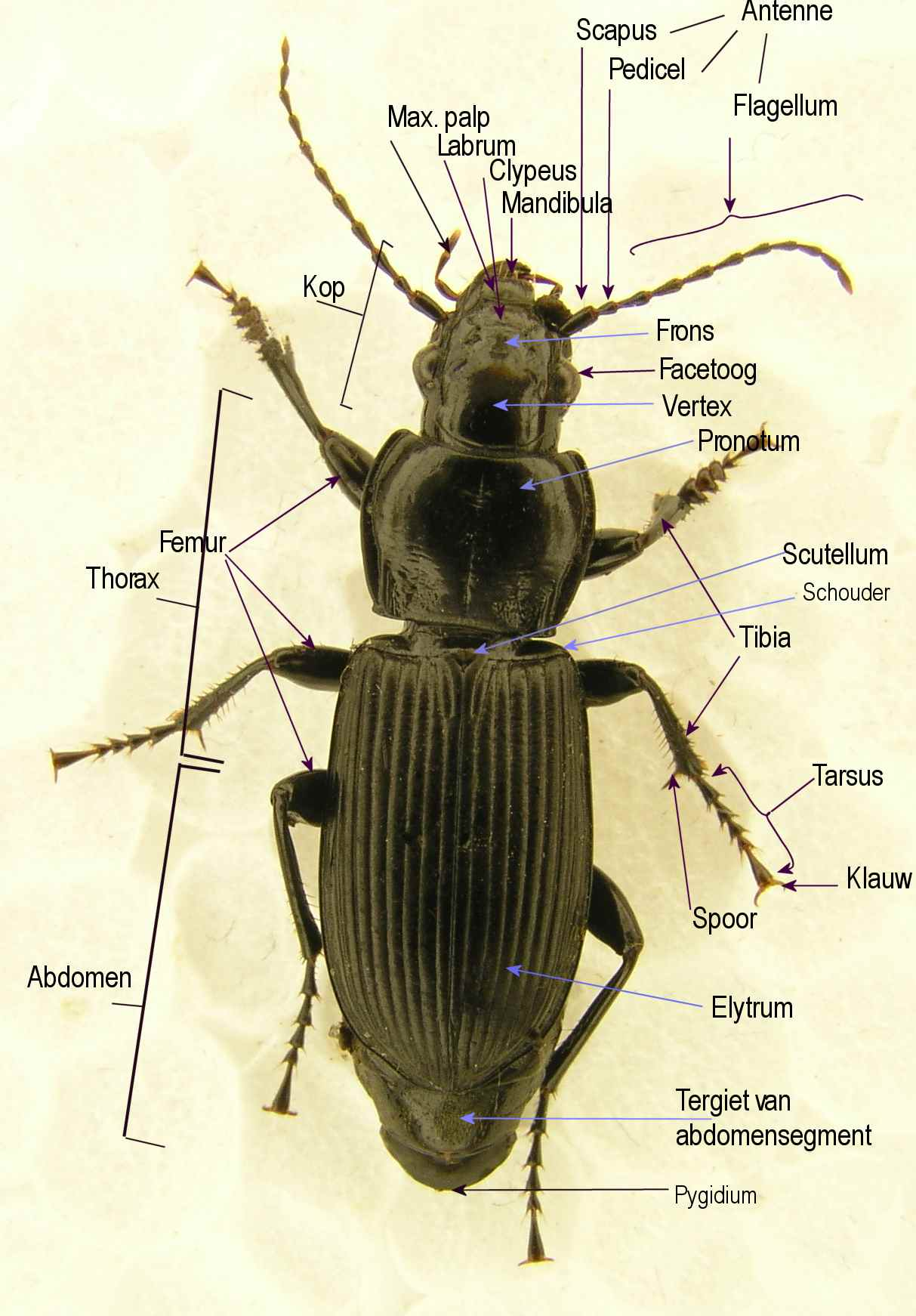
De anatomie van een kever

De prothorax is het eerste segment van het borststuk (thorax) van geleedpotigen.
De bovenkant van de prothorax, het voorste rugschild of de kraag, is het pronotum. De prothorax draagt het voorste paar poten en is bij de meeste geleedpotigen vrij onopvallend. Bij andere groepen is de prothorax echter sterk vergroot zoals bij de bidsprinkhanen die zelfs te herkennen zijn aan hun sterk verlengde prothorax.